# Alfred Schönfelder

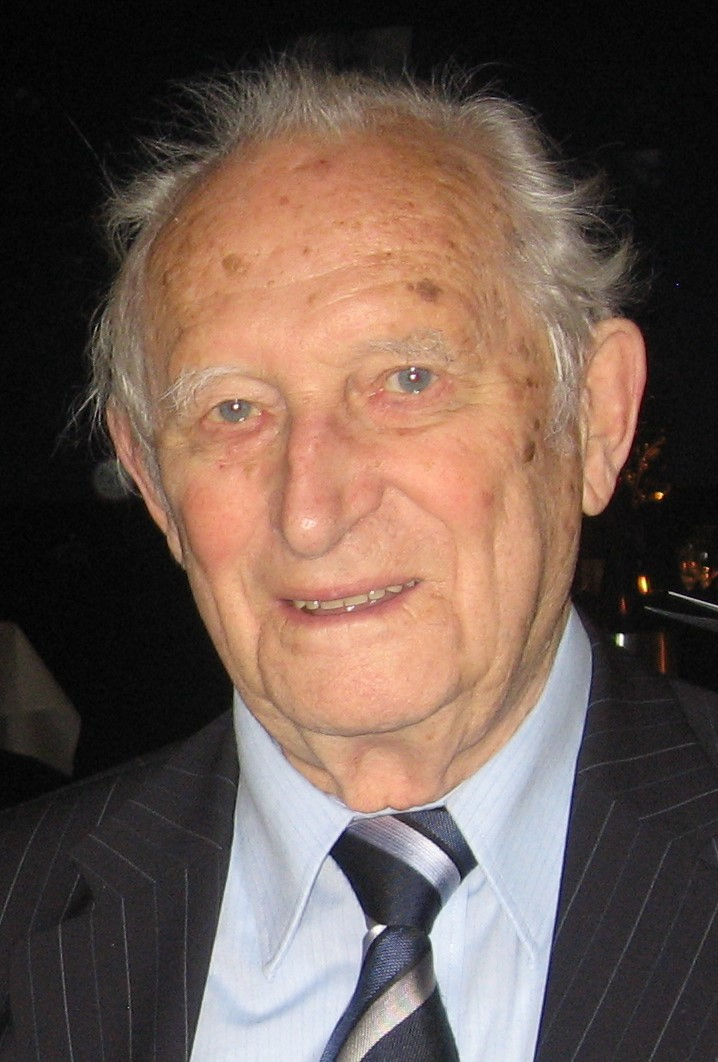
Alfred Schönfelder 2010

Alfred Schönfelder (* 23. April 1924 in Thum, Erzgebirge; † 29. März 2020 in Leipzig) war ein deutscher Dirigent und Komponist.

## Leben und Wirken
Schönfelder studierte von 1940 bis 1943 am Konservatorium Dresden Komposition bei Kurt Striegler, Dirigieren bei Ernst Hintze und Walther Meyer-Giesow, Klavier bei Johannes Schneider-Marfels sowie Waldhorn bei Wirrmann. Bereits während seines Studiums dirigierte er ein Konzert der Dresdner Philharmonie mit Bruckners 3. Sinfonie. Von 1947 bis 1948 begann er seine Laufbahn als Chorleiter und Operettenkapellmeister am Stadttheater Meißen. Es folgten Engagements als Kapellmeister am Landestheater Wismar (1948–1950) und am Landestheater Meiningen (1950–1952). Anschließend war er bis 1955 Erster Kapellmeister am Stadttheater Plauen sowie Dirigent des Kurorchesters in Bad Elster.
Von 1955 bis 1971 wirkte er als Musikdirektor und musikalischer Oberleiter des Gerhart-Hauptmann-Theaters Görlitz mit 47 Operneinstudierungen und 177 Sinfoniekonzerten. Gastdirigate führten ihn nach Ungarn, Rumänien, Bulgarien, Polen und die Slowakei.
Schönfelder gründete 1957 den Görlitzer Lehrerchor, den er bis 1971 leitete, und absolvierte mit diesem über 200 Chorkonzerte im In- und Ausland. Ab 1971 war er als Solorepetitor an der Oper Leipzig tätig.
Von 1972 bis zu seiner Emeritierung war Schönfelder Dozent und Professor für Vokale Korrepetition und Partiturspiel an der Hochschule für Musik und Theater „Felix Mendelssohn Bartholdy“ in Leipzig und unterrichtete darüber hinaus bis 2002.
Schönfelder erhielt verschiedene Auszeichnungen, darunter den Kunstpreis der Stadt Görlitz.

## Privates
Alfred Schönfelder war zwei Mal verheiratet und hat einen Sohn und eine Tochter.
Er erfand eine Variante des Großfeldschachs, gespielt auf einem 10×10 Felder großen Schachbrett.

## Uraufführungen
Opern
- 1958: Thyl Claas von Paul Kurzbach[6], Gerhart-Hauptmann-Theater Görlitz[7]
- 1960: Marike Weiden von Karl-Rudi Griesbach, Gerhart-Hauptmann-Theater Görlitz[8]

Orchesterwerke
- 1957: Der Nachtschmied von Görlitz von Emil Kühnel, Stadthalle Görlitz
- 1964: 1. Sinfonie von Manfred Weiss, Stadthalle Görlitz
- 1967: Orchestersuite von Helmut Heinze, Stadthalle Görlitz
- 1967: Divertimento für Streichorchester von Wolfgang Teuscher, Stadthalle Görlitz
- 1970: Kantate Der Mensch von Udo Zimmermann, Stadthalle Görlitz[1]

## Kompositionen (Auswahl)
- Der Jugend die Zukunft, Sinfonische Kantate, Uraufführung 1963, Görlitz
- Quo vadis homo sapiens? Chorsinfonie für großen gemischten Chor und großes Orchester
- Drei Chöre (Es pfeift der Wind, Das Mondschaf, Denkmalswunsch) nach Texten von Christian Morgenstern, Uraufführung 1990, Gewandhaus Leipzig
- Vom Pythagoreischen Lehrsatz für gemischten Chor, Uraufführung 2000, Leipzig
- Psalm 18 und Psalm 76 für Chor, Uraufführung 2002, Harelbeke (Belgien)
- Psalm 103 für Chor, Uraufführung 2003, Thomanerchor Leipzig
- Schönster, glücklichster Stern sei die Erde, Motette für gemischten Chor und Klavier nach Worten von Helmut Preißler
- Für unsere Erde, Motette für gemischten Chor und Klavier
- Tritt ein in unsern Chor, Motette für gemischten Chor nach Worten von Fritz Diettrich
- Rhapsodie sinfonico für großes Orchester[1][9]

## Auszeichnungen (Auswahl)
- Kunstpreis der Stadt Görlitz, 1971[1]

## Veröffentlichungen
- Großfeld-Schach (1) – Die alternative Spielweise auf dem 100-Felder-Brett für fortgeschrittene Spieler, 1988[5]
- Großfeld-Schach (2) – Kampfstark, kreativ, kombinationsreich: 17 neue Partien mit 45 Diagrammen, 1990[10]